# Kulturåret 1841

## Händelser
- Mars – En serie artiklar i Aftonbladet ifrågasätter kungliga teaterns värde för nationen, med anledning av att regeringen hade föreslagit riksdagen att återupprätta det indragna statsanslaget.[1]
- 30 juli – En artikel i Aftonbladet, "Om den dramatiska konstens officiella tillstånd i vårt land".[2]
- 16 augusti – Spelåret 1841/42 inleds på kungliga teatern i Stockholm med Mulatterne av H.C. Andersen.[3]

## Priser och utmärkelser
- Kungliga priset – Arvid August Afzelius

## Nya verk
- Blommorna vid vägen, av Herman Sätherberg
- Diodes och Lydia av Wilhelmina Stålberg
- Kyrkoinvigningen i Hammarby av Emilie Flygare-Carlén
- Morden på Rue Morgue av Edgar Allan Poe

## Födda
- 14 januari – Berthe Morisot (död 1895), fransk målare.
- 18 januari – Emmanuel Chabrier (död 1894), fransk tonsättare.
- 21 januari – Édouard Schuré (död 1929), fransk författare och esoteriker.
- 28 januari – Henry Morton Stanley (död 1904), amerikansk upptäcktsresande och journalist.
- 11 februari – Józef Brandt (död 1915), polsk målare.
- 19 februari – Elfrida Andrée (död 1929), svensk tonsättare, dirigent, Sveriges första kvinnliga domkyrkoorganist och första kvinnliga telegrafist.
- 25 februari – Pierre-Auguste Renoir (död 1919), fransk målare och skulptör.
- 6 mars – Jeanette Jacobsson (död 1907), svensk mezzosopran.
- 5 maj – Kristofer Janson (död 1917), norsk-amerikansk författare, pastor och föreläsare.
- 22 juni – Niels Anders Bredal (död 1888), dansk målare.
- 28 juli
  - Lotten Ehrenpohl (död 1914), svensk bigittinernunna och konstnär.
  - Eugénie Claëson (död 1918), svensk pianist.
- 8 september
  - Antonín Dvořák (död 1904), tjeckisk kompositör.
  - Carl Snoilsky (död 1903), svensk greve, diplomat och skald.
- 27 oktober – Edvard Bäckström (död 1886), svensk författare, tidningsman, sångtextförfattare och översättare.
- 6 december – Frédéric Bazille (död 1870), fransk målare och en av de tidiga impressionisterna.
- 21 december – August Fredrik Dörum (död 1880), svensk skådespelare och konstnär.
- 23 december – Edvard Perséus (död 1890), svensk konstnär, tecknare och hovintendent.
- okänt datum – Petrus Blomberg (död 1907), svensk sångare, organist och tonsättare.
- okänt datum – Luis Alvarez y Catala (död 1901), spansk målare,

## Avlidna
- 12 januari – Märta Helena Reenstierna (född 1753), "Årstafrun".
- 5 februari – Per Adolf Granberg (född 1770), svensk författare.
- 19 februari – Ulrika Carolina Widström (född 1764), svensk författare.
- 29 april – Aloysius Bertrand (född 1807), fransk poet.
- 30 april – Peter Andreas Heiberg (född 1758), dansk författare.
- 28 oktober – Francesco Morlacchi (född 1784), italiensk tonsättare.